# 圣伯尔纳定圣殿

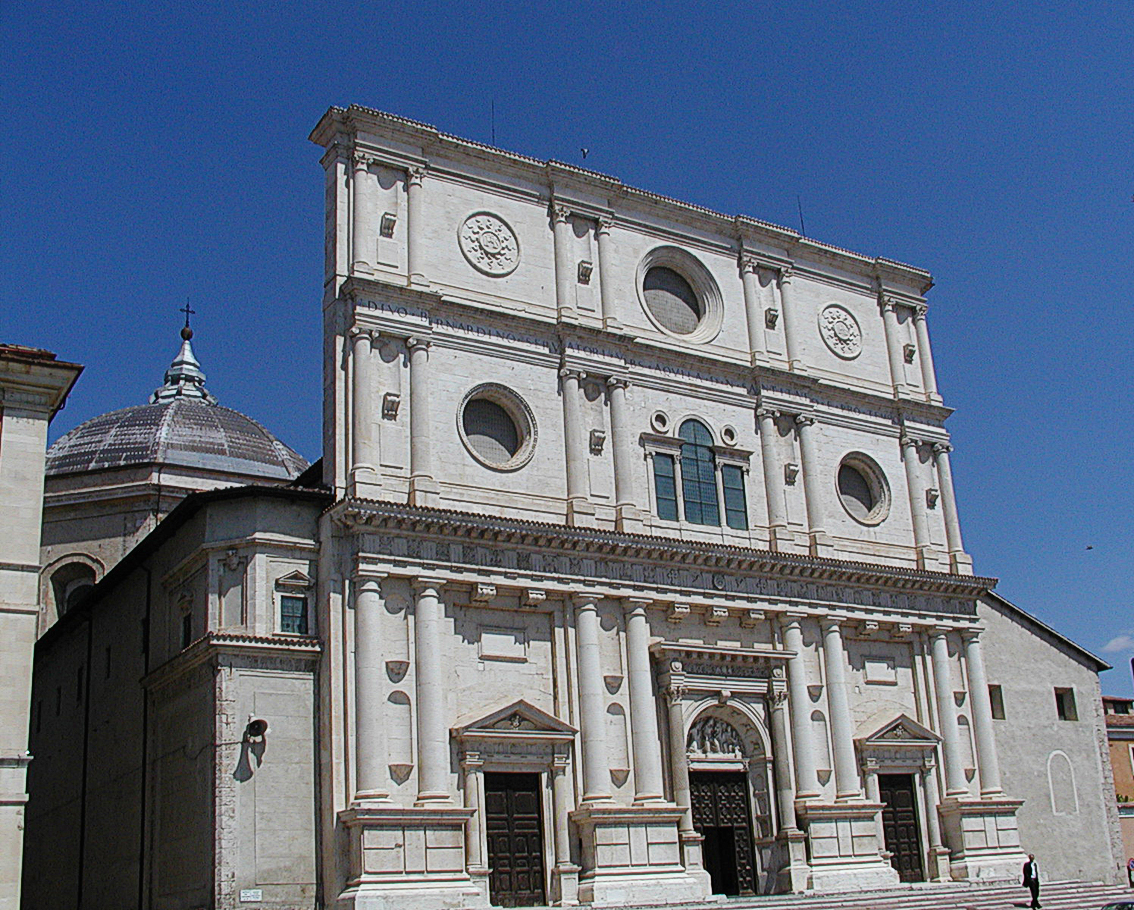
立面

圣伯尔纳定圣殿（Basilica of San Bernardino）是一座罗马天主教宗座圣殿，位于意大利拉奎拉老城中心。该堂与相邻的修道院建于1454年至1472年，得名于圣伯尔纳定，圣人的圣髑葬于堂内。1946年5月，教宗庇护十二世将其升格为宗座圣殿。

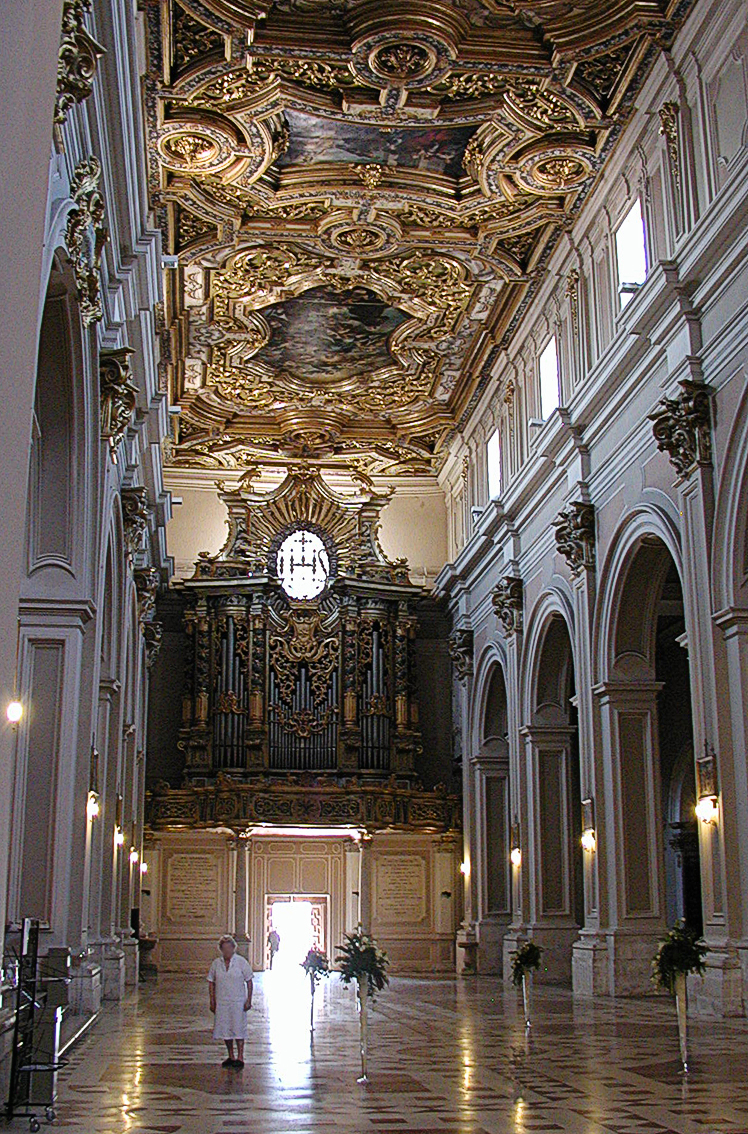
内部

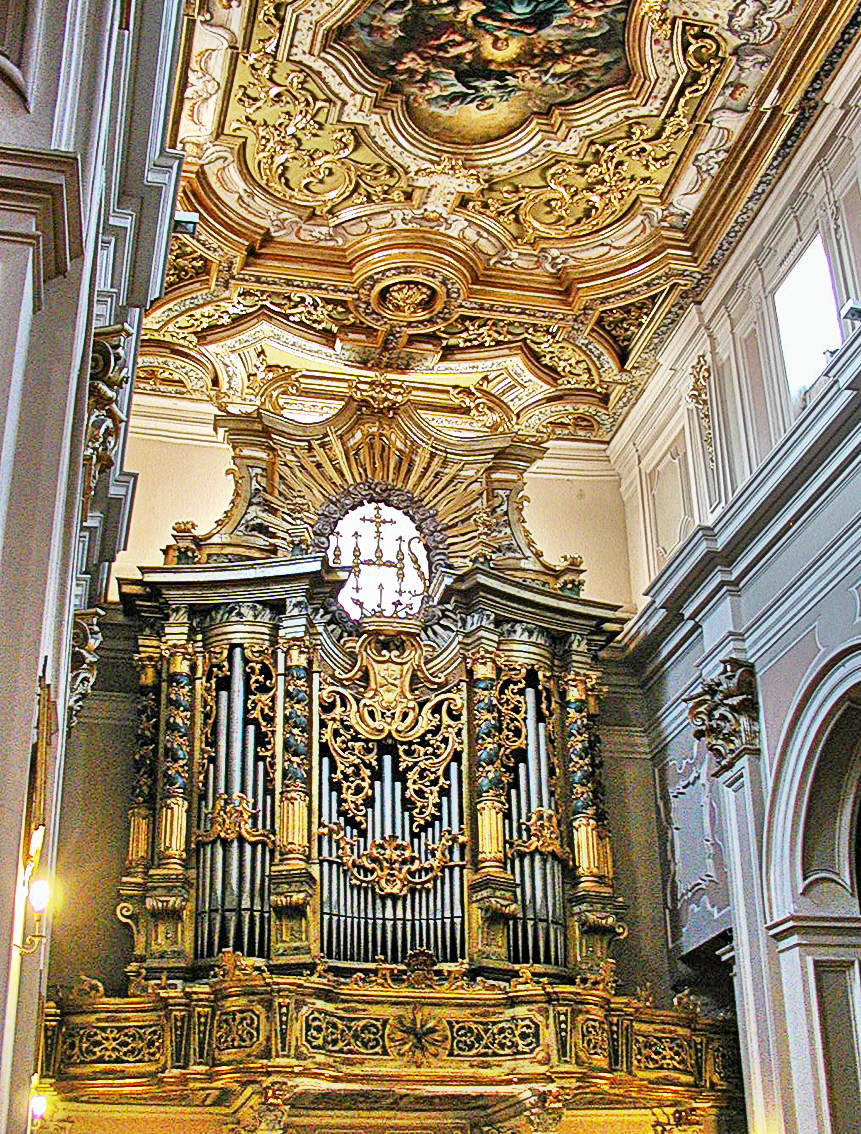
管风琴

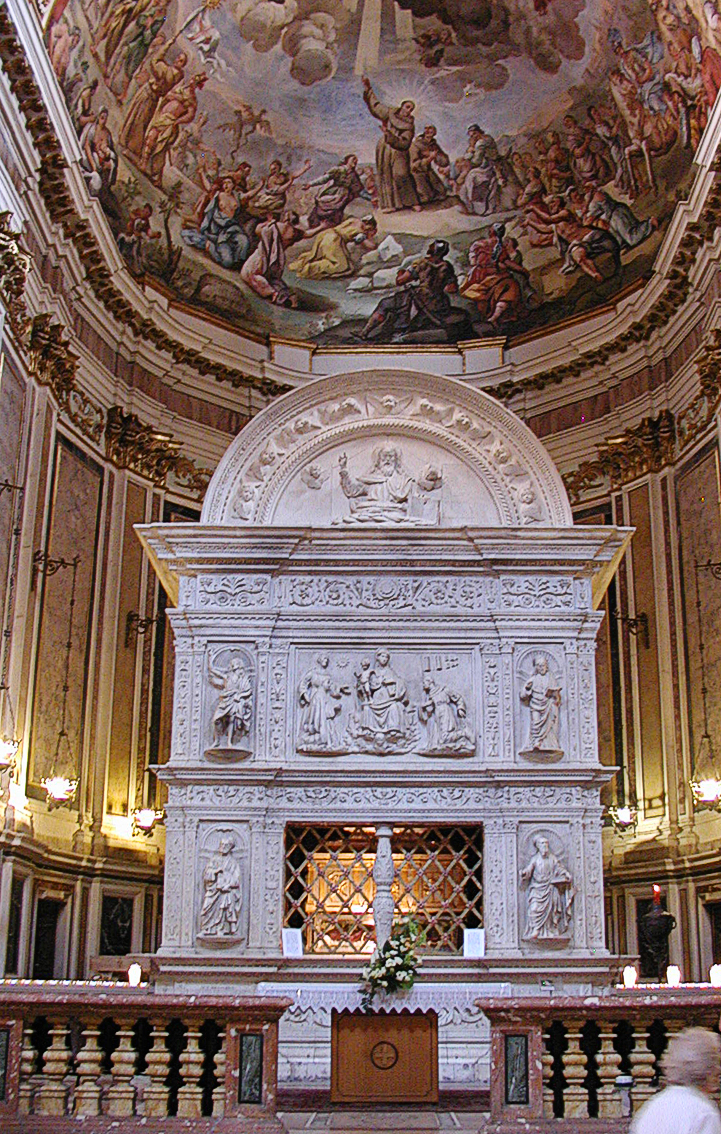
圣伯尔纳定墓

在2009年拉奎拉地震中，半圓形後殿和钟楼受到严重破坏。修复工程费用估计超过4,000万欧元，时间预计超过10年。2015年5月，该堂重新开放。
通往该堂有大小两个阶梯，其中壮观的大阶梯开始于巴里西亚内洛广场（Piazza Bariscianello），为人们提供绝佳的视角。

### 内部
内部为拉丁十字平面，有三个中殿，长约26英尺。18世纪地震后重建时，中殿、穹顶采用巴洛克风格，有精美的天花板雕刻、壁画并镀金，还有壮观的管风琴。中殿两侧有许多设有八角形穹顶的小堂。
右侧第五小堂比其他小堂都大得多，是圣伯尔纳定墓的所在，建于1489-1505年，被视为拉奎拉文艺复兴艺术的杰作。

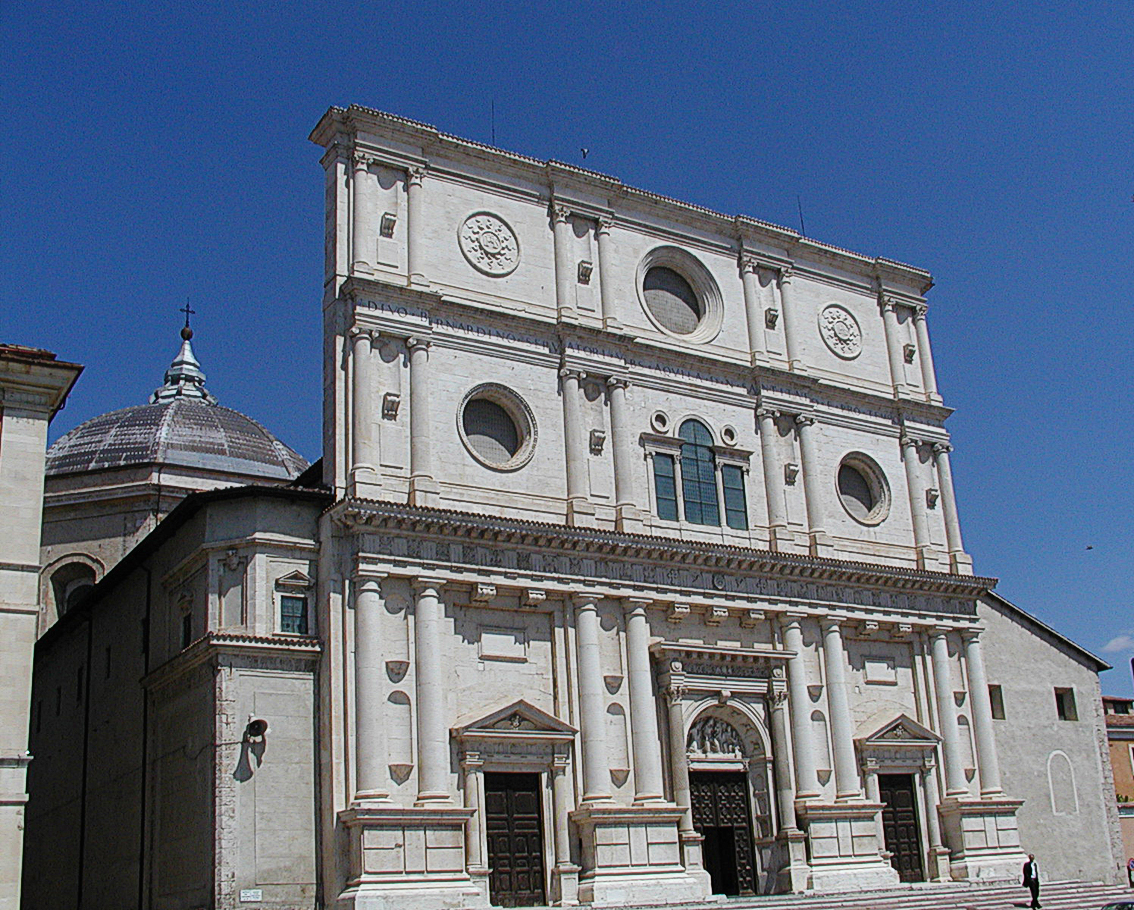
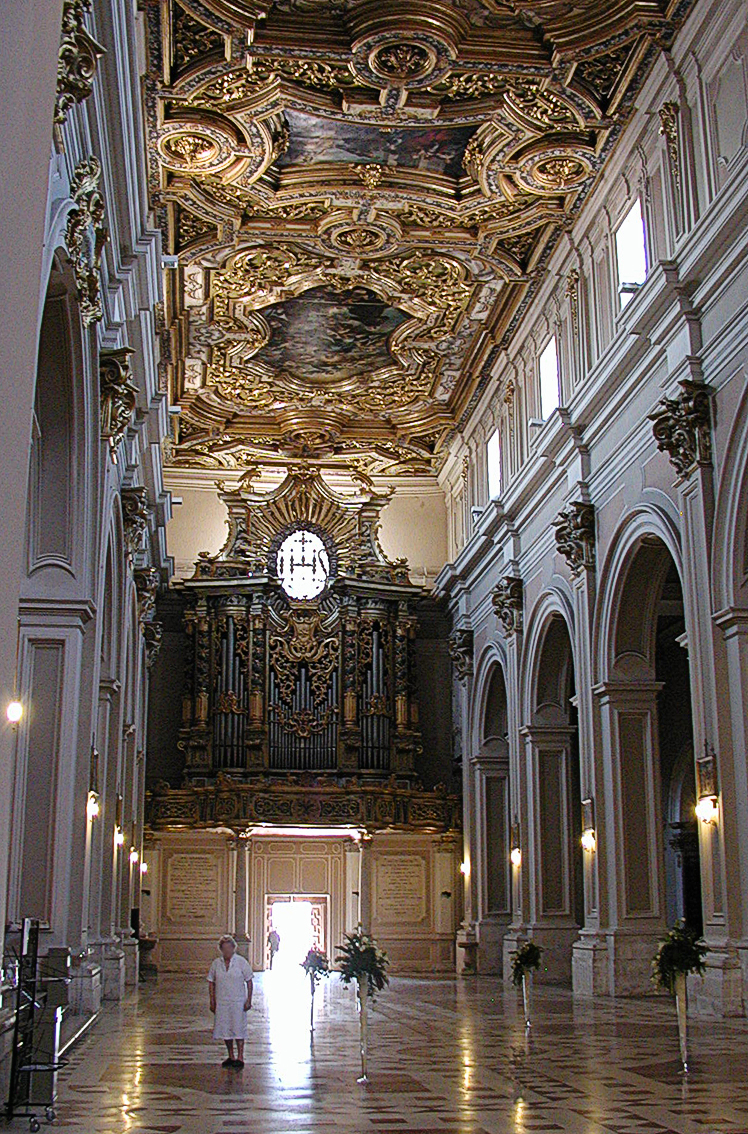
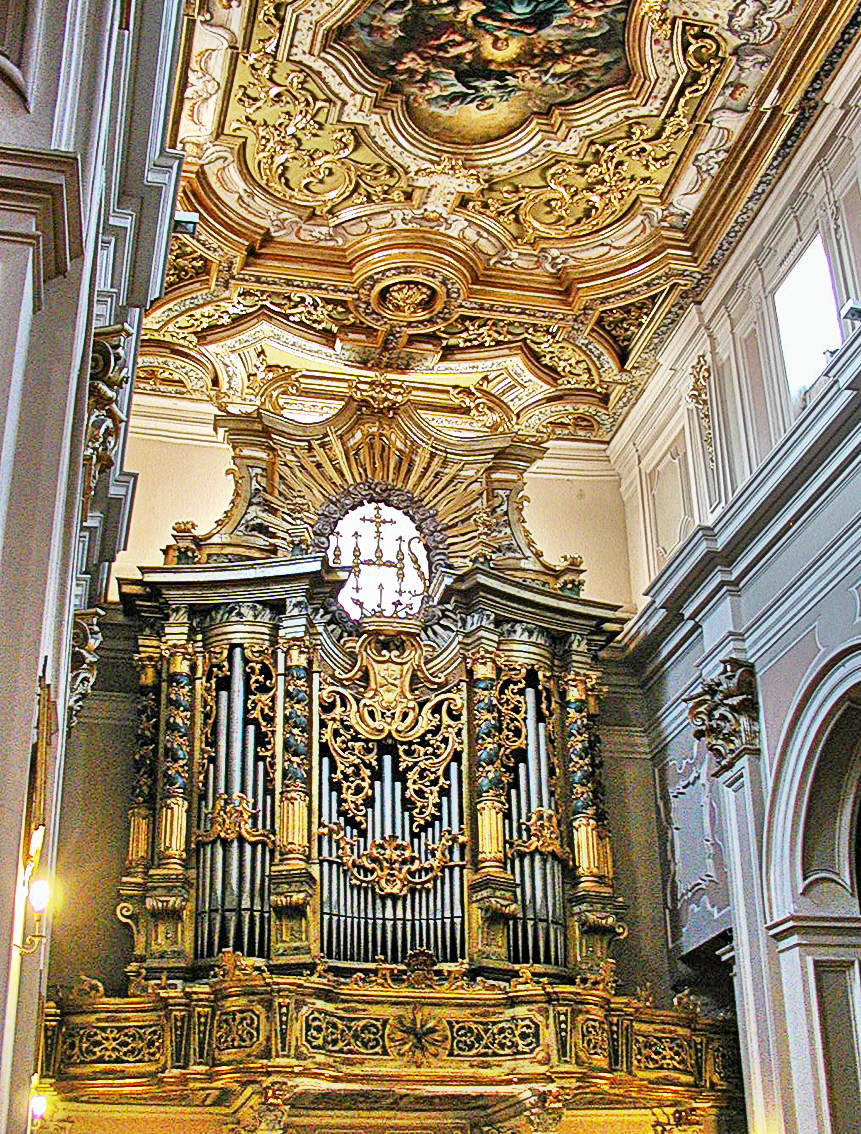
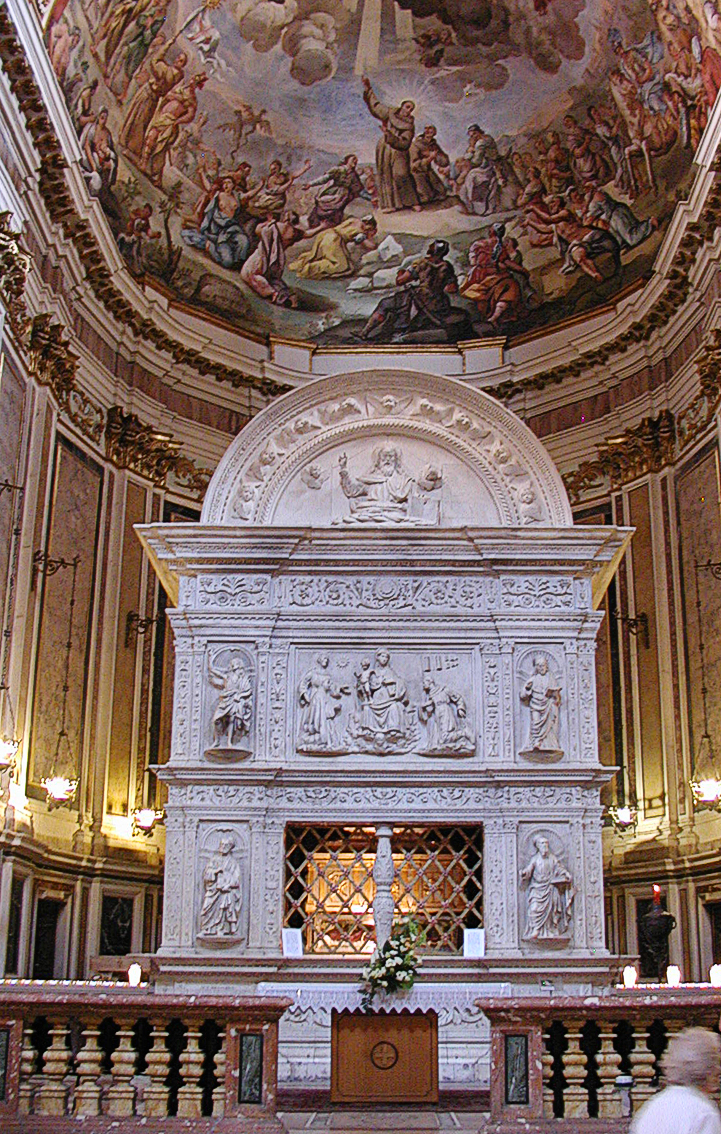
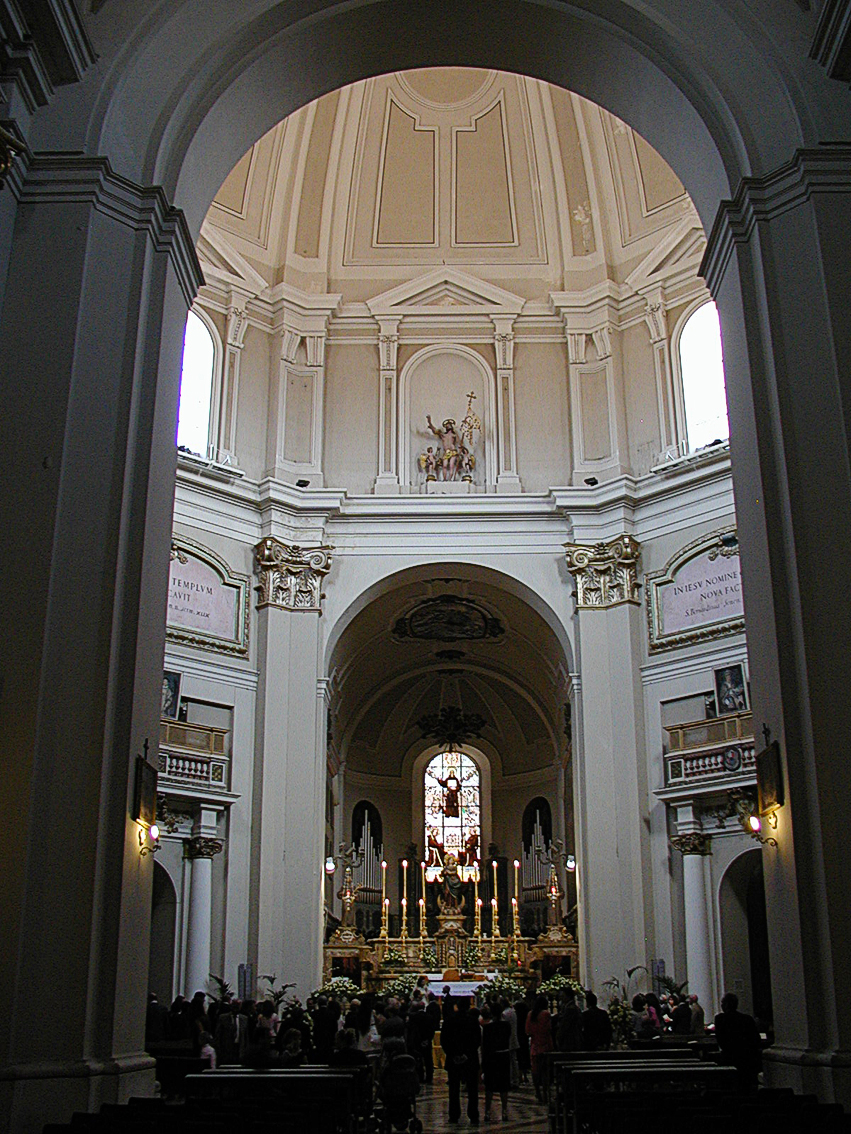